# Loeseneriella nicobarica
Loeseneriella nicobarica är en benvedsväxtart som först beskrevs av Kurz, och fick sitt nu gällande namn av H.B. Naithani och S. Biswas. Loeseneriella nicobarica ingår i släktet Loeseneriella och familjen Celastraceae. Inga underarter finns listade.